# Museo del Papel Moneda
El Museo del Papel Moneda del Banco Jónico (en griego, Μουσείο Χαρτονομισμάτων Ιονικής Τραπέζης, Mouseio Chartonomismaton Ionikis Trapezis, AFI: [muˈsio xaɾtonomisˈmaton joniˈcis tɾaˈpezis]) está situado en la primera planta del que fue el primer edificio Banco Jónico, en Corfú (Grecia). Muestra una colección casi completa de billetes griegos desde 1822 hasta la sustitución de la dracma por el euro en 2002. El museo, uno de los pocos de este tipo en todo el mundo, está considerado como uno de los más completos.

## Edificio
Se trata de un edificio neoclásico de tres plantas totalmente simétrico, construido alrededor de 1840 por el arquitecto corfiota Ioánnis Chronis. Está situado en la plaza de los Héroes de la Lucha Chipriota, también llamada plazuela de San Espiridón, en plena ciudad antigua. Abrió sus puertas como sede del Banco Jónico en 1846 y fue la sede central del banco hasta 1873, en ésta que se trasladó a Atenas. En la actualidad alberga dependencias del Alpha Bank. 

## Historia
El museo abrió sus puertas por primera vez en 1981. En el año 2000 el Banco Jónico se fusionó con Alpha Bank, lo que conllevó una reforma en el museo que se llevó a cabo entre 2003 y 2005 bajo las órdenes del historiador Aris Rapidis, a la sazón director del museo. Con esta renovación el museo quedó de acuerdo con los estándares internacionales y se abrió por primera vez al público con un horario regular.
En julio de 2007 se construyó una sala de exposiciones en la segunda planta del museo, cuya primera muestra fue la exposición Vestimentas griegas — Fuentes impresas de los siglos XVI-XX, organizada con la colaboración del Museo Benaki de Atenas.

## Colección
El museo está dividido en 4 salas que exhiben una completa colección de billetes griegos, desde 1822 hasta la sustitución de la dracma por el euro en 2002; en total casi 2000 piezas. Entre las piezas se encuentran algunos especímenes raros de papel moneda griego, como los primeros billetes emitidos por Juan Capo d'Istria, el primer jefe de Estado de la Grecia moderna para su primera moneda, el fénix. Estos son sencillos y muestran sólo un fénix rosado sobre un fondo blanco.
También se exponen los primeros billetes en dracmas imprimidos por las casas inglesas Perkins Bacon o Bradbury Wilkins, así como por la estadounidense American Banknote Company. Una de las piezas más valiosas es un billete de 1920 que muestra la antigua iglesia bizantina de Santa Sofía (en Estambul) sin minaretes, como parte de la Gran Idea, y que nunca circuló a consecuencia del desastre de Asia Menor.
Se conservan también algunos billetes de estilo art decó impresos en Francia y en los que aparece Hermes, representando alegóricamente la continuidad de la moneda y el comercio griegos desde la Antigüedad. Así mismo, se incluye papel moneda emitido durante la Segunda Guerra Mundial mientras Grecia estaba ocupada por las potencias del Eje.
Se pueden observar además los billetes emitidos por el provisional "gobierno de la montaña" (κυβέρνηση του βουνού, kivérnisi tu vunú) en los que el valor se establecía según su equivalente en kilos de trigo, así como el billete de 100 mil millones de dracmas (100.000.000.000) emitido durante la hiperinflación de 1944. Es históricamente la denominación más alta emitida en Grecia, aunque tras la hiperinflación su valor cayó a tan sólo dos dracmas.
Aparte de las piezas griegas, el museo posee la serie completa de las últimas ediciones de los billetes nacionales de los estados de la Eurozona, antes de que fuera reemplazados por el euro.
Además de mostrar papel moneda, también se explica la historia del "Ionian Bank Limited", la primera entidad financiera que operó en Grecia, así como el proceso de producción de los billetes. También existe un taller que muestra el proceso de grabado en placas de metal.
Se incluye también un buen número de documentos y objetos relacionados con la historia del Banco Jónico como fotografías, sellos, cheques, acciones o las placas con las que se imprimían los billetes y las acciones. Son de destacar los primeros bonos del estado emitidos por el primer gobierno griego en 1822.